# Iazyges

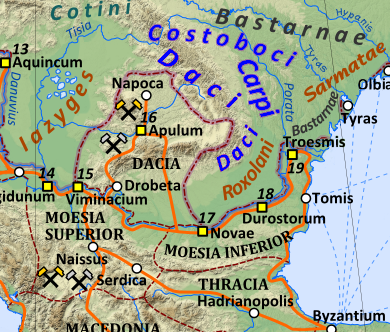
Iazyges en Dacie vers 125

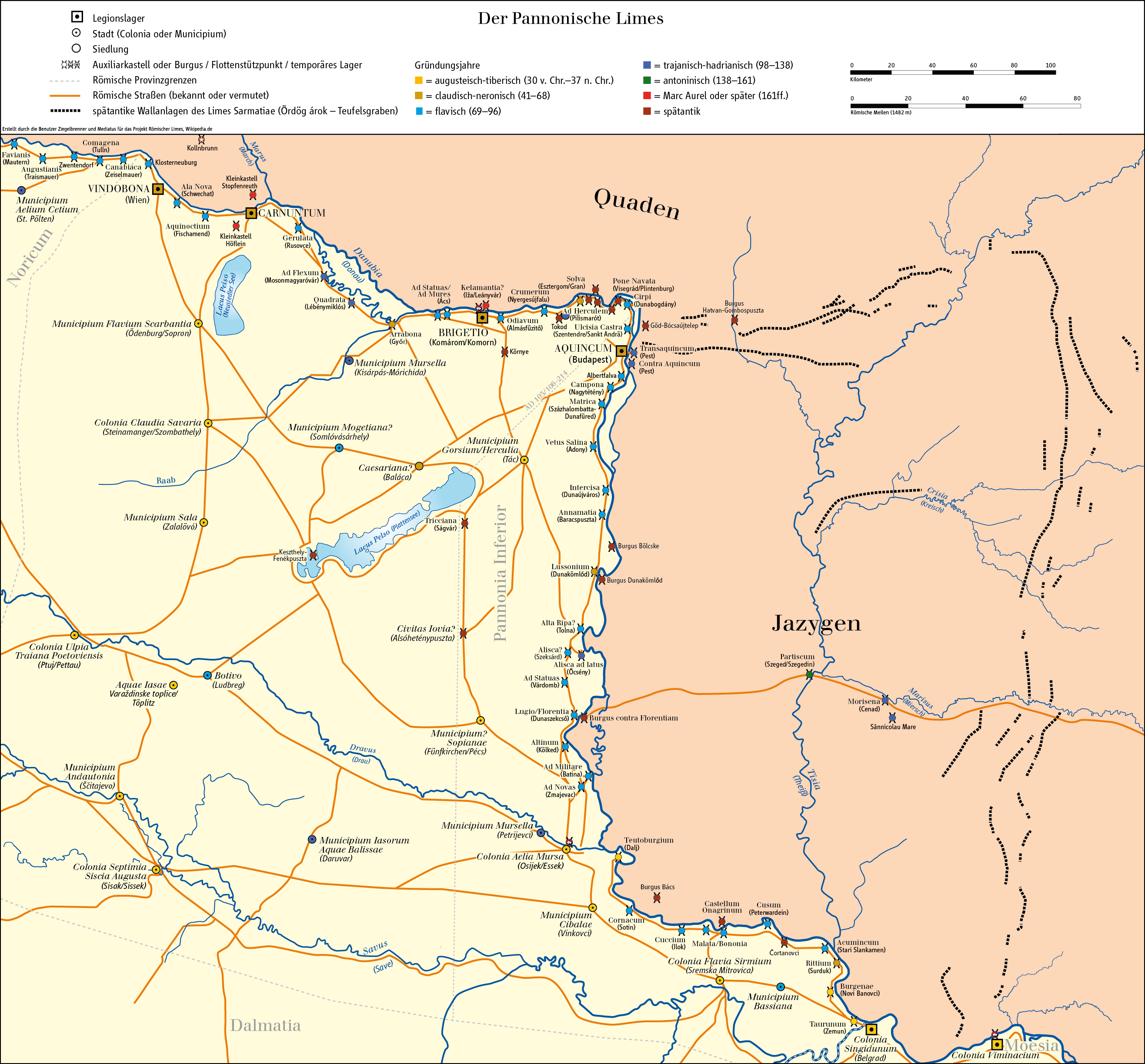
Limes de Pannonie

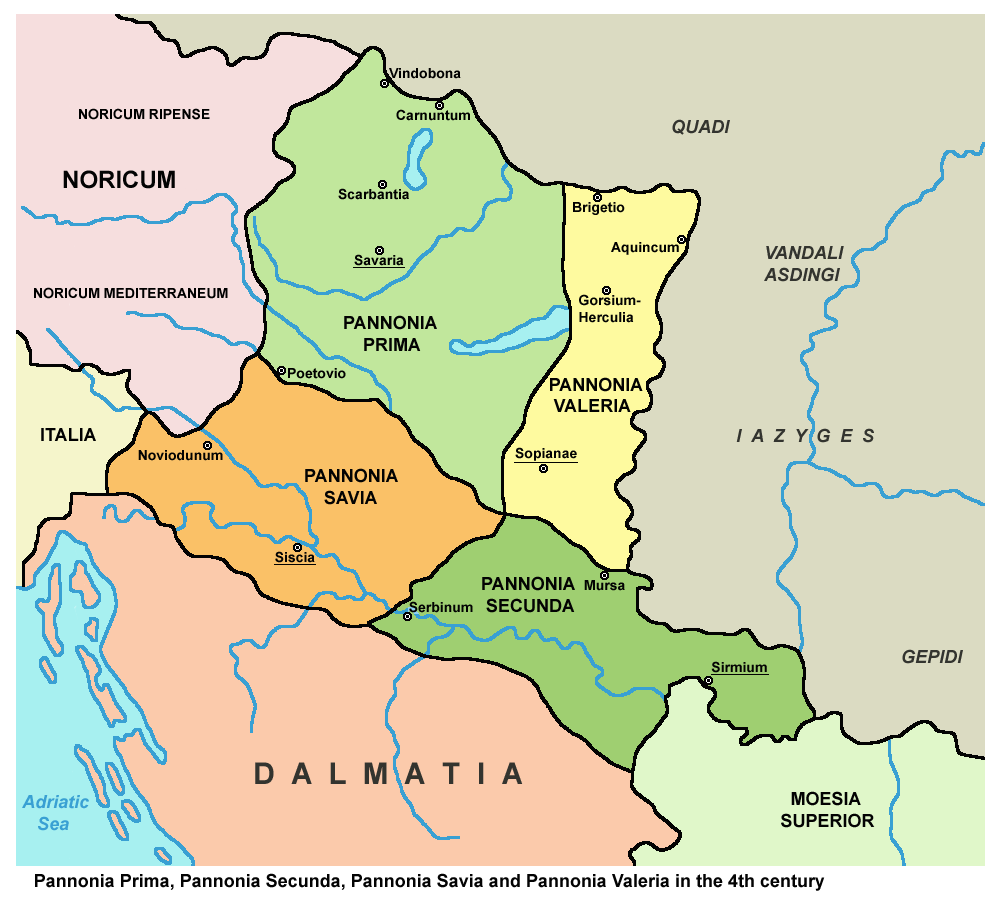
Iazyges de Pannonie vers 350

Les Iazyges ou Jazyges ou Yaziges sont, comme les Roxolans, une des branches occidentales des Sarmates (en grec Σαυρομάτοι ou « en peau de lézard », probablement par allusion à leurs armures à écailles), un peuple des steppes d’origine scythique selon Hérodote, donc de langue iranienne. Ils apparaissent autour de la Méotide et font partie des premiers groupes sarmates à avoir migré vers l’ouest. La force principale des Iazyges réside dans leur archerie et leur cavalerie très mobile. Leur nom est proche de ceux d’Asses, Osses, Iasses ou Ossètes portés par les Alains et leurs descendants, mais les protochronistes des pays slaves affirment qu’il vient du mot slave iazyk qui signifie « langue », « langage » (en tchèque et en slovaque jazyk). Parallèlement, c'est à la même époque que le terme Nemci, Nijemci, Немыч, Němci, немците désignant les Allemands s'est imposé à toutes les tribus slaves, un terme slave qui désigne une « personne muette ».

## Culture
Bien que les Iazyges aient été des nomades avant leur migration vers la plaine de la Tisza, ils devinrent semi-sédentaires une fois installés dans cette région et vécurent dans des bourgs,,,,, bien qu’ils migrassent de l’un à l’autre pour permettre à leur bétail de paître,,. Leur langue était un dialecte de l’iranien ancien, assez différent des autres dialectes sarmates de cette même langue. D’après l’écrivain romain Gaius Valerius Flaccus, lorsqu’un Iazyge devenait trop âgé pour combattre, il était tué par ses fils,, ou bien, selon le géographe romain Pomponius Mela, il se jetait du haut d’un rocher.

### Étymologie
Le nom des Iazyges fut latinisé en Iazyges Metanastae (Ἰάζυγες Μετανάσται) ou Jazyges, et parfois en Iaxamatae. Il apparaissait aussi parfois sous la forme Iazuges. Plusieurs corruptions de ce nom existaient, telles que Jazamatae, Iasidae, Latiges ou encore Cizyges. D’autres formes modernes en anglais comprennent Iazyigs, Iazygians, Iasians et Yazigs. Le radical du nom pourrait provenir du proto-iranien *yaz-, signifiant « sacrifier », suggérant peut-être une caste ou une tribu spécialisée dans les rites religieux.
Selon Peter Edmund Laurent, un érudit français du XIXe siècle, les Iazyges Métanastes, un peuple sarmate belliqueux ayant migré sous le règne de l’empereur Claude, auraient reçu le nom de « Métanastes » (Μετανάσται en grec, signifiant « migrants ») et auraient résidé dans les montagnes à l’ouest de la Theiss (Tisza) et à l’est du Gran (Hron) et du Danube. Les Scythes et Sarmates unis s’appelaient eux-mêmes Iazyges, nom que Laurent associa au vieux slave ѩзꙑкъ (językŭ), signifiant « langue, peuple ».
Leur nom disparaît avec les grandes invasions du Ve siècle. Cependant leurs descendants Alains et notamment Iasses laissent des toponymes comme la Jazygie (comitat de Jász-Nagykun-Szolnok en Hongrie) et Jassy (capitale de la Moldavie historique, en Roumanie).

### Traditions funéraires
Les tombes iazyges étaient souvent de forme rectangulaire ou circulaire, bien que certaines aient été ovoïdes, hexagonales, voire octogonales. Elles étaient plates et regroupées à la manière des sépultures dans les cimetières modernes. L’ouverture d’accès de la plupart des tombes est orientée vers le sud, le sud-est ou le sud-ouest. Ces ouvertures mesurent entre 0,6 m et 1,1 m de large, tandis que les tombes elles-mêmes ont un diamètre compris entre 5 m et 13 m.
Après leur migration vers la plaine de la Tisza, les Iazyges vivaient dans une grande pauvreté. Cela se reflète dans la modestie du mobilier funéraire retrouvé, souvent limité à des vases en argile, des perles et parfois des fibules. Les dagues et épées en fer y sont très rarement présentes. Le style de leurs fibules et bracelets est typique de la culture de La Tène, ce qui indique une influence marquée des Daces sur les Iazyges. Les tombes plus récentes révèlent une augmentation de la richesse matérielle : celles datées du IIe au début du IVe siècle contiennent des armes dans 86 % des cas, et des pièces d’armure dans 5 % des cas. Les tombes iazyges situées le long de la frontière romaine témoignent d’une forte influence romaine.

### Alimentation
Avant leur migration dans le bassin pannonien, alors qu’ils vivaient encore au nord du Tyras, sur la côte nord-ouest de la mer Noire, le géographe Strabon rapporte que leur alimentation se composait principalement de « miel, de lait et de fromage ». Après leur installation, les Iazyges devinrent des éleveurs de bétail ; ils avaient besoin de sel pour conserver leur viande, mais aucun gisement de sel n’était situé sur leur territoire. Selon Dion Cassius, les Iazyges recevaient du blé de la part des Romains.
Les Iazyges utilisaient des pots suspendus, asymétriques et en forme de tonneau, dont la répartition du poids était inégale. La corde servant à suspendre le pot était enroulée autour des bords du col latéral ; on pense qu’elle était solidement attachée au récipient, ce qui lui permettait de tourner sur lui-même. En raison de ce mouvement de rotation, plusieurs hypothèses ont été formulées quant à l’usage de ces pots. Il est probable que les petits pots suspendus servaient à fermenter de l’alcool à partir des graines de balsamine (Impatiens noli-tangere), tandis que les plus grands servaient à baratter le beurre ou à fabriquer du fromage.

### Aspects militaires
Les Iazyges portaient une armure lourde, notamment des heaumes.,, ainsi que des armures d'écailles en fer, en bronze, en corne,, ou en sabot de cheval, cousues sur une tunique de cuir de manière à ce que les écailles se chevauchent partiellement,. Ils utilisaient de longues lances à deux mains appelées contus, qu’ils maniaient à cheval, ces derniers étant caparaçonnés,. Leur armée était exclusivement composée de cavaliers. On pense également qu’ils utilisaient des tapis de selle pour équiper leurs chevaux. Bien qu’il fût d’origine gauloise, les Iazyges auraient utilisé le carnyx, un instrument à vent de type trompette.

### Religion
L'une des villes iazyges, Bormanon, aurait possédé des sources chaudes, car les noms de lieux commençant par Borm- étaient couramment utilisés chez les peuples européens pour désigner des sites dotés de sources thermales, lesquelles revêtaient une importance religieuse pour de nombreuses tribus celtiques. On ignore cependant si cette signification religieuse associée aux sources chaudes a été transmise aux Iazyges en même temps que la notion elle-même. Les Iazyges utilisaient également des queues de cheval dans leurs rituels religieux.

## Economie
Lorsque les Iazyges migrèrent vers la plaine située entre la Tisza et le Danube, leur économie fut gravement affectée. Plusieurs explications ont été avancées : la rupture de leurs échanges avec la steppe pontique et la mer Noire, l’absence de ressources exploitables dans leur nouveau territoire rendant tout commerce difficile, ainsi que la plus grande difficulté à mener des raids contre Rome par rapport à leurs anciens voisins, du fait de l’organisation efficace de l’armée romaine,,. Les Iazyges ne disposaient d’aucune production organisée à grande échelle pendant la majeure partie de leur histoire. Leurs biens d’échange provenaient donc essentiellement de raids de petite envergure contre leurs voisins, bien qu’ils aient pratiqué une horticulture ponctuelle. Plusieurs ateliers de poterie ont été découverts dans le Banat, dans le territoire iazyge, près de la frontière romaine. Ces ateliers, construits à partir de la fin du IIIe siècle, ont été localisés à Vršac–Crvenka, Grădinari–Selişte, Timişoara–Freidorf, Timişoara–Dragaşina, Hodoni, Pančevo, Dolovo et Izvin-Jabuca.
Le commerce des Iazyges avec la steppe pontique et la mer Noire était essentiel à leur économie ; après la guerre marcomannique, Marc Aurèle leur permit de traverser la Dacie pour commercer avec les Roxolans, ce qui les reconnecta au réseau commercial de la steppe pontique,. Cette route subsista jusqu’en 260, date à laquelle les Goths prirent Tyras et Olbia du Pont, coupant les Iazyges et les Roxolans de leurs débouchés commerciaux orientaux. Les Iazyges commerçaient également avec les Romains, mais à plus petite échelle. Si l’on retrouve des pièces de monnaie romaines de bronze le long de tout le limes danubien, leur plus forte concentration se situe en territoire iazyge.

### Importations
En raison de l’absence de production organisée, les découvertes de poterie importée en territoire iazyge sont rares. Certains objets comme les vases en bronze ou en argent, les amphores, la vaisselle en terre cuite et les lampes sont extrêmement rares, voire absents. Des fragments d’amphores et de lampes ont été retrouvés près des principaux points de traversée fluviale proches de la frontière romaine, mais leur localisation ne permet pas de déterminer s’ils faisaient partie d’un habitat iazyge, d’une nécropole, ou s’ils ont simplement été perdus par des soldats romains en garnison.
La céramique importée la plus courante est la terra sigillata. Dans les cimetières iazyges, un seul vase complet de terra sigillata et de nombreux fragments ont été retrouvés dans le Banat. Dans les habitats, il est parfois difficile de dater les fragments trouvés et de déterminer s’ils sont antérieurs ou postérieurs à la conquête iazyge. Des fragments à datation incertaine ont été découverts à Deta, Kovačica–Čapaš, Kuvin, Banatska Palanka, Pančevo, Vršac, Zrenjanin–Batka, Dolovo, Delibata, Perlez, Aradac, Botoš et Bočar. D’autres fragments datables de l’époque iazyge mais de datation incertaine ont été retrouvés à Timișoara–Cioreni, Hodoni, Iecea Mică, Timișoara–Freidorf, Satchinez, Criciova, Becicherecul Mic et Foeni–Seliște. Les seuls fragments précisément datés du IIIe siècle ont été mis au jour à Timișoara–Freidorf. Des fragments d’amphores ont aussi été découverts à Timișoara–Cioreni, Iecea Mică, Timișoara–Freidorf, Satchinez et Biled ; bien que leur origine iazyge soit attestée, leur datation reste incertaine.
À Tibiscum, important centre romain puis iazyge, les importations de céramiques durant ou après le IIIe siècle sont très faibles. La céramique importée se compose de terra sigillata, d’amphores, de poteries glaçurées et de poteries blanches estampées. Seuls 7 % des poteries importées datent de la « période tardive » (IIIe siècle ou plus tard), contre 93 % pour la « période ancienne » (IIe siècle ou avant). Les poteries glaçurées sont presque inexistantes : seuls quelques fragments décorés au barbotine portant la marque « CRISPIN(us) » sont datés de la période ancienne, et quelques fragments de bols glaçurés décorés en relief datent de la période tardive. Le type le plus courant d’amphore est le Dressel 24 similis, daté de l’époque d’Hadrien à la période tardive. Une amphore de type Carthage LRA 4 (IIIe–IVe siècle) a été trouvée à Tibiscum-Iaz, et une amphore de type Opaiţ 2 à Tibiscum-Jupa

## Géographie
Huit villes iazyges sont mentionnées dans les sources : Uscenum, Bormanum, Abieta, Trissum, Parca, Candanum, Pessium et Partiscum,. Un établissement a également existé sur la colline de Gellért. La capitale des Iazyges était située à Partiscum, emplacement qui correspond approximativement à celui de la ville moderne de Kecskemét, en Hongrie,. On suppose qu'une route romaine traversait leur territoire sur environ 200 milles (environ 320 km), reliant Aquincum à Porolissum, en passant près de l’actuelle Albertirsa. Cette route se poursuivait ensuite jusqu'aux cités grecques du littoral de la mer Noire.
Le territoire contrôlé par les Iazyges, situé entre les fleuves Danube et Tisza, était d'une superficie comparable à celle de l’Italie, sur une longueur d’environ 1 600 kilomètres,. Ce territoire était principalement constitué de plaines marécageuses parsemées de quelques collines et ne contenait ni métaux ni ressources exploitables. Ce manque de richesses, combiné aux difficultés que les Romains auraient eues à le défendre, expliquerait pourquoi celui-ci ne fut jamais annexé comme province, mais laissé comme royaume client,.
Selon le cartographe anglais Aaron Arrowsmith, les Iazyges Métanastes vivaient à l’est (sic) de la Dacie romaine, séparant celle-ci de la Pannonie et de la Germanie. Les Iazyges Métanastes auraient chassé les Daces de la Pannonie et du fleuve Tibiscus (aujourd’hui Timiș).

## Histoire

### Histoire ancienne
Au IIIe siècle av. J.-C., les Iazyges vivaient dans l’actuelle Ukraine du sud-est, le long des rives septentrionales de la mer d'Azov, que les Grecs et les Romains de l’Antiquité appelaient le « lac de Méotide ». De là, les Iazyges — ou du moins une partie d’entre eux — se déplacèrent vers l’ouest, le long des côtes de la mer Noire, jusqu’à l’actuelle Moldavie et le sud-ouest de l’Ukraine (région du Boudjak),,. Il est possible que l’ensemble des Iazyges ne se soit pas déplacé vers l’ouest et qu’une partie soit restée dans la région de la mer d’Azov, ce qui expliquerait l’apparition sporadique du surnom latinisé de « Metanastae ». Toutefois, les Iazyges qui seraient restés sur place ne sont plus jamais mentionnés par la suite.

### Migration
Au IIe siècle av. J.-C., peu avant 179 av. J.-C., les Iazyges commencèrent à migrer vers l’ouest, en direction de la steppe proche du Bas-Dniestr. Ce déplacement pourrait avoir été provoqué par la migration des Roxolans, voisins orientaux des Iazyges, eux-mêmes poussés à l’ouest par la pression exercée par les Aorses, ce qui aurait contraint les Iazyges à se déplacer à leur tour dans la même direction,,.
Les avis des chercheurs modernes divergent quant à la manière et au moment où les Iazyges sont entrés dans la plaine pannonienne. Le principal point de désaccord porte sur la question de savoir si les Romains ont approuvé, voire ordonné, cette migration, les deux camps se subdivisant à leur tour selon les hypothèses chronologiques. Andreas Alföldi soutient que les Iazyges n’auraient pas pu s’installer au nord-est et à l’est du Danube pannonien sans l’accord de Rome. Cette opinion est partagée par János Harmatta, qui affirme que les Iazyges furent installés avec l’accord et le soutien des Romains, dans le but d’agir comme État tampon face aux Daces. András Mócsy suppose que Gnaeus Cornelius Lentulus Augur, consul romain en 26 av. J.-C., aurait pu être à l’origine de cette implantation comme tampon entre la Pannonie et la Dacie. Mócsy envisage également une arrivée progressive des Iazyges, au point qu’ils auraient d’abord échappé à l’attention de Rome. John Wilkes estime que les Iazyges atteignirent la plaine pannonienne à la fin du règne d’Auguste (14 apr. J.-C.), ou entre 17 et 20 apr. J.-C. Constantin Daicoviciu propose qu’ils aient été appelés par Rome à jouer un rôle tampon vers 20 apr. J.-C., hypothèse également soutenue par Coriolan Opreanu. Gheorghe Bichir et Ion Horațiu Crișan défendent l’idée que les Iazyges commencèrent à entrer massivement en Pannonie sous le règne de Tibère, vers 20 apr. J.-C.. Parmi ceux qui rejettent l’idée d’une migration autorisée ou ordonnée par Rome, on compte Doina Benea, Mark Ščukin et Jenő Fitz. Benea soutient que les Iazyges infiltrèrent lentement la plaine pannonienne au cours de la première moitié du Ier siècle apr. J.-C., sans implication romaine. Fitz défend une arrivée massive vers 50 apr. J.-C., précédée d’une infiltration progressive. Ščukin, quant à lui, se contente d’affirmer que les Iazyges arrivèrent de leur propre initiative autour de 50 apr. J.-C. Andrea Vaday s’oppose à l’idée d’une migration autorisée par Rome, en faisant valoir l’absence d’intérêt stratégique, les Daces ne constituant alors pas une menace réelle pour l’empire entre 20 et 50 apr. J.-C..
L’occupation du territoire compris entre le Danube et la Tisza par les Iazyges est mentionnée par Pline l’Ancien dans sa Naturalis Historia (77–79 apr. J.-C.), où il indique que les Iazyges peuplaient les bassins et plaines, tandis que les zones boisées et montagneuses restaient majoritairement peuplées par les Daces, jusqu’à ce qu’ils soient repoussés vers la Tisza par les Iazyges. Les affirmations de Pline sont confirmées par Sénèque le Jeune dans ses Quaestiones Naturales (61–64 apr. J.-C.), où il mentionne les Iazyges en discutant des frontières entre différents peuples.
Entre 78 et 76 av. J.-C., les Romains menèrent une expédition au nord du Danube — territoire alors occupé par les Iazyges — car ces derniers s’étaient alliés à Mithridate VI du Pont, ennemi de Rome à cette époque,. En 44 av. J.-C., à la mort du roi Burebista de Dacie, son royaume entra en déliquescence. Les Iazyges commencèrent alors à s’installer dans la plaine pannonienne, entre le Danube et la Tisza, soit dans le sud-centre de la Hongrie actuelle. Les historiens pensent que cette installation fut faite à l’instigation de Rome, qui cherchait à constituer un État tampon entre ses provinces et les Daces pour protéger la Pannonie,,,,,. Les Iazyges rencontrèrent les Bastarnes et les Gètes vers 20 apr. J.-C. au cours de leur migration, et se dirigèrent ensuite vers le sud en longeant la mer Noire jusqu’à s’installer dans le delta du Danube. Ce déplacement est attesté par le fort décalage géographique constaté entre les récits de Tacite et ceux, plus anciens, d’Ovide. Les découvertes archéologiques indiquent que, si les Iazyges s’étaient déjà établis dans les plaines du nord entre le Danube et la Tisza vers 50 apr. J.-C., ils ne prirent le contrôle des terres situées au sud de la ligne Partiscum–Lugio qu’à la fin du Ier ou au début du IIe siècle.
Les effets de cette migration apparaissent dans les vestiges funéraires laissés par les Iazyges : les objets funéraires en or, traditionnellement associés à l’enterrement d’une personne, sont absents, tout comme l’équipement du guerrier. Cela s’explique probablement par la coupure avec la steppe pontique, qui mit fin à un commerce vital pour leur économie. Autre problème : leur nouveau territoire manquait de ressources, notamment de minerais précieux et de fer, nécessaire à la fabrication d’armes. Les Iazyges découvrirent qu’il était bien plus difficile de mener des raids contre les Romains, dont les armées étaient bien organisées, contrairement à celles de leurs anciens voisins. Le commerce interrompu avec la steppe les empêchait d’acquérir de l’or pour les sépultures, même si certains en avaient les moyens. Les seuls biens disponibles étaient les poteries et métaux des Daces et Celtes voisins. Les armes en fer étaient donc extrêmement rares — si tant est qu’ils en possédaient — et étaient probablement transmises de père en fils plutôt qu’inhumées, car impossibles à remplacer.

### Après la migration
Après la conquête de la plaine pannonienne, les Iazyges semblent avoir exercé une certaine forme de domination sur les populations germaniques, celtiques et daces qui y subsistaient, notamment dans les régions vallonnées au nord de l’actuelle Budapest, où les traditions funéraires germaniques sont encore bien attestées. Des objets d’origine celtique continuent d’apparaître jusqu’à la fin du IIe siècle apr. J.-C., dans la partie nord du bassin des Carpates. Sous le règne d’Auguste, les Iazyges envoyèrent une ambassade à Rome pour proposer l’établissement de relations amicales. Dans un contexte moderne, ces relations pourraient s’apparenter à un pacte de non-agression. À cette époque, certaines zones occidentales de leur territoire furent apparemment occupées sans conflit par les Quades. L’historien Nicholas Higham y voit le signe d’une collaboration de longue date entre ces deux peuples.

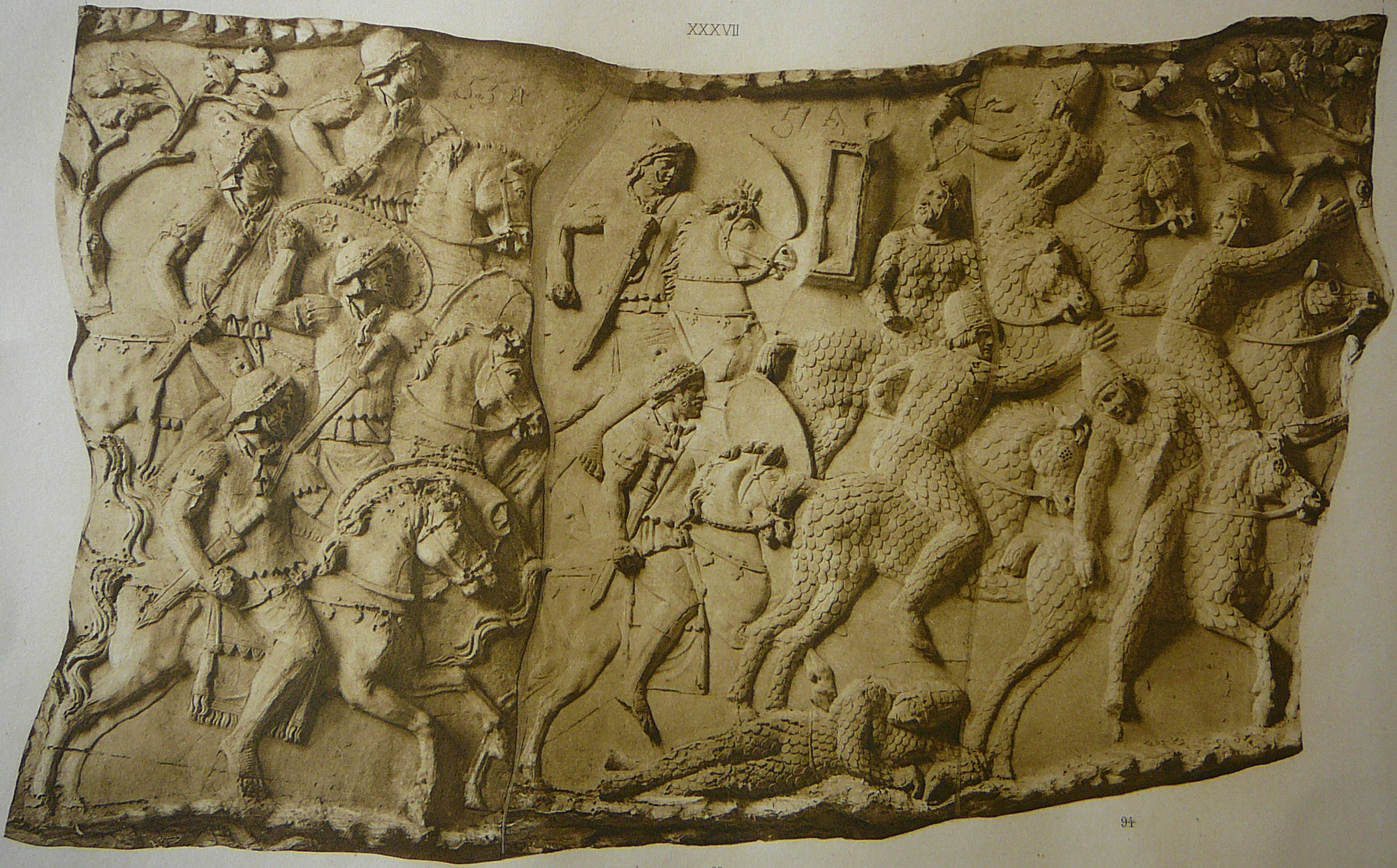
La cavalerie romaine (à gauche) combat des cavaliers sarmates (à droite), reliefs de la Colonne Trajane.

Plus tard, sous le règne de Tibère, les Iazyges devinrent l’un des nombreux peuples clients de Rome. Ce statut, dans la tradition du patronage romain, impliquait un échange de services contre des récompenses,. Le roi client portait le titre de socius et amicus Romani Populi (« allié et ami du Peuple romain »), mais les obligations et les contreparties exactes de cette relation restent floues. Même en tant qu’État client, les Iazyges lancèrent plusieurs raids contre Rome, notamment en 6 et en 16 apr. J.-C. En 20 apr. J.-C., ils se déplacèrent vers l’ouest, le long des Carpates, et s’installèrent dans la steppe pannonienne, entre le Danube et la Tisza, prenant alors un contrôle total de ce territoire aux dépens des Daces. En 50 apr. J.-C., un détachement de cavaliers iazygues assista le roi Vannius, client de Rome et roi des Quades, dans sa lutte contre les Suèves,.
En l’an des quatre empereurs (69 apr. J.-C.), les Iazyges apportèrent leur soutien à Vespasien, qui devint ensuite l’unique empereur de Rome. Ils proposèrent de garder la frontière romaine contre les Daces afin de libérer les troupes de Vespasien pour sa campagne en Italie, mais ce dernier refusa, craignant qu’ils ne tentent une prise de pouvoir ou ne fassent défection. Il exigea alors que les chefs iazygues servent dans son armée, afin de les empêcher d’organiser une attaque dans la région danubienne désormais peu défendue,,,,. Vespasien bénéficia aussi du soutien de la majorité des tribus germaniques et daces.
La campagne de Domitien contre les Daces fut en grande partie un échec ; bien qu’une escarmouche favorable permit à l’empereur de clamer la victoire, il dut en réalité verser un tribut annuel de huit millions de sesterces au roi dace Décébale pour mettre fin à la guerre,. À son retour à Rome, Domitien reçut une ovation, mais non un triomphe complet. Ce fait, rare pour un empereur qui avait reçu 22 fois le titre d’imperator, laisse penser que le Sénat ou le peuple n’étaient pas dupes de l’issue mitigée de cette campagne,. En 89 apr. J.-C., cependant, Domitien lança une offensive contre les Iazyges, les Quades et les Marcomans. Peu de détails sont connus, si ce n’est que les Romains furent défaits, mais on sait que les troupes romaines intervinrent pour repousser une incursion iazyge en territoire dace.
Début 92 apr. J.-C., les Iazyges, les Roxolans, les Daces et les Suèves envahirent la province romaine de Pannonie, correspondant aujourd’hui à la Croatie, au nord de la Serbie et à l’ouest de la Hongrie,,. L’empereur Domitien fit appel aux Quades et aux Marcomans pour qu’ils fournissent des troupes, mais ces deux peuples clients refusèrent, ce qui conduisit Rome à leur déclarer la guerre. En mai 92 apr. J.-C., les Iazyges anéantirent la Legio XXI Rapax lors d’un affrontement,,. Domitien aurait cependant remporté la guerre dès janvier de l’année suivante. Un rare aureus montre un Iazyge agenouillé devant un étendard romain avec la légende Signis a Sarmatis Resitvtis, ce qui suggère que l’étendard de la Legio XXI Rapax fut rendu à Rome à l’issue du conflit. Bien que les récits des guerres contre les Iazyges en 89 et 92 soient confus, il est établi qu’il s’agit de deux conflits distincts. La menace posée par les Iazyges et leurs alliés fut jugée suffisamment sérieuse pour que l’empereur Trajan se rende sur le Danube moyen et inférieur à la fin de l’année 98, afin d’y inspecter les fortifications et d’ordonner la construction de nouveaux forts et routes.
Tacite, historien romain, rapporte dans sa Germania (98 apr. J.-C.) que les tribus des Osi payaient tribut à la fois aux Iazyges et aux Quades, bien que la date exacte de cette situation soit inconnue. Sous la dynastie flavienne, les princes iazygues furent formés dans l’armée romaine, officiellement à titre honorifique, mais en réalité comme otages, en raison du pouvoir absolu détenu par leurs rois. Bien qu’ils aient proposé de fournir des troupes à Rome, ces offres furent rejetées de crainte qu’ils ne désertent ou ne se révoltent pendant une guerre.

### Guerres daciques
Une alliance entre les Iazyges et les Daces amena les Romains à porter davantage leur attention sur le Danube que sur le Rhin. Cela se manifeste dans le déploiement des légions romaines : sous le règne d’Auguste, huit légions étaient stationnées le long du Rhin — quatre à Mayence et quatre à Cologne. Un siècle plus tard, l’effort militaire romain s’était recentré sur le Danube, avec neuf légions stationnées dans cette région, contre une seule sur le Rhin. À l’époque de Marc Aurèle, ce nombre était passé à douze légions sur le Danube. Les Romains construisirent également une série de fortifications sur toute la rive droite du Danube, depuis la Germanie jusqu’à la mer Noire. Dans les provinces de Rhétie, de Norique et de Pannonie, ils établirent des camps retranchés (forts de tête de pont). Ce système fut ensuite étendu au bas Danube, avec les camps militaires clés de Poetovio, Brigetio et Carnuntum. Les flottes militaires Classis Pannonica et Classis Flavia Moesica furent déployées respectivement sur le haut et le bas Danube. Elles durent toutefois affronter les tourbillons et rapides des Portes de Fer.

#### Première guerre dacique
En 101 apr. J.-C., Trajan, avec l’aide des Iazyges, mena ses légions contre le roi Décébale en Dacie,. Pour permettre la traversée du Danube par une armée aussi importante, Apollodore de Damas, l’architecte en chef de Rome, construisit un pont en encorbellement s’appuyant sur les falaises des Portes de Fer. Il érigea ainsi un immense pont de soixante piliers traversant le fleuve. Grâce à cette infrastructure, Trajan put pénétrer profondément en Dacie et forcer Décébale à capituler, faisant de lui un roi client de Rome.

#### Seconde guerre dacique
À peine Trajan était-il rentré à Rome que Décébale recommença ses incursions en territoire romain et attaqua également les Iazyges, qui restaient pourtant une tribu cliente de Rome,. Trajan en conclut qu’il avait eu tort de laisser autant de pouvoir à Décébale. En 106 apr. J.-C., il lança une nouvelle offensive contre la Dacie, cette fois avec onze légions, et, à nouveau, avec le soutien des Iazyges, — seule tribu barbare à s’allier à Rome dans cette guerre et la seule à ne pas s’être alliée aux Daces dans l’ensemble du bassin danubien. Les Iazyges furent donc la seule tribu barbare à avoir aidé Rome dans les deux guerres daciques,, et ils avancèrent rapidement en territoire dace. Décébale préféra se suicider plutôt que d’être capturé, sachant qu’il serait exhibé dans un triomphe romain avant d’être exécuté. En 113 apr. J.-C., Trajan annexa la Dacie, qui devint la première province romaine située à l’est du Danube. Toutefois, il n’incorpora pas la steppe entre la Tisza et les montagnes de Transylvanie dans la nouvelle province, laissant cette zone aux Iazyges. De retour à Rome, Trajan célébra un triomphe qui dura 123 jours, ponctué de fastueux jeux de gladiateurs et de courses de chars. Les immenses richesses extraites des mines d’or de Dacie financèrent ces festivités ainsi que la construction de la colonne de Trajan, conçue par Apollodore de Damas. Haute de 30 mètres, elle était ornée de 23 bandes en spirale représentant plus de 2 500 personnages, offrant une narration visuelle complète des campagnes daciques. Les sources antiques avancent que 500 000 esclaves furent capturés, mais les estimations modernes sont plutôt de l’ordre de 100 000.

### Après les guerres daciques
La possession de la région de l’Oltenie devint une source de conflit entre les Iazyges et l’Empire romain. Les Iazyges occupaient initialement ce territoire avant que les Daces ne s’en emparent ; il fut ensuite conquis par Trajan lors de la seconde guerre dacique, ce dernier étant déterminé à faire de la Dacie une province romaine,,. Cette terre offrait une liaison plus directe entre la Mésie et les nouveaux territoires romains en Dacie, ce qui explique probablement la volonté de Trajan de la conserver. Ce différend entraîna une guerre en 107–108, durant laquelle le futur empereur Hadrien, alors gouverneur de la Pannonie inférieure, vainquit les Iazyges,,. Les termes exacts du traité de paix sont inconnus, mais il est probable que les Romains conservèrent l’Oltenie en échange d’une concession, peut-être un tribut payé en une seule fois. Les Iazyges prirent également possession du Banat à cette époque, ce qui pourrait avoir fait partie de l’accord.
En 117, les Iazyges et les Roxolans envahirent respectivement la Pannonie inférieure et la Mésie inférieure. La guerre fut probablement causée par les difficultés qu’avaient les deux peuples à se rendre visite et à commercer, la Dacie se trouvant entre leurs territoires. Le gouverneur romain de la province de Dacie, Caius Iulius Quadratus Bassus, fut tué lors de l’invasion. Les Roxolans se rendirent les premiers ; il est donc probable que les Romains exilèrent leur roi client avant d’en nommer un nouveau. Les Iazyges conclurent alors la paix avec Rome. En 123, les Iazyges et d’autres Sarmates envahirent la Dacie romaine, probablement pour les mêmes raisons que lors de la guerre précédente : ils n’étaient pas autorisés à se rendre visite et à commercer entre eux. Quintus Marcius Turbo posta 1 000 légionnaires dans les cités de Potaissa et Porolissum, qui servirent probablement de points d’entrée pour une contre-attaque romaine dans la région de Rivulus Dominarum. Marcius Turbo réussit à vaincre les Iazyges, mais ni la date ni les termes de la paix ne sont connus.

### Guerres marcomanes

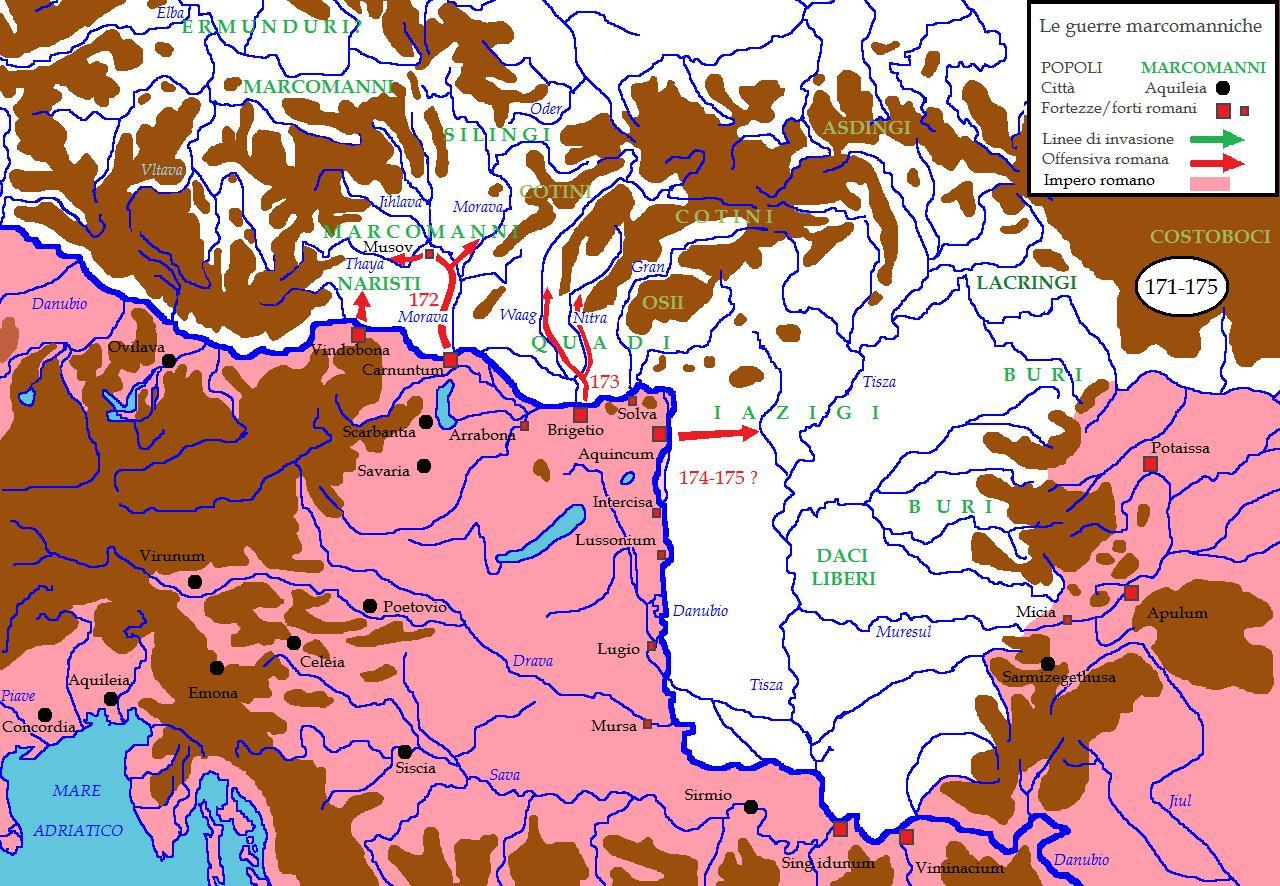
Carte des guerres marcomanes.

En 169, les Iazyges, les Quades, les Sueves et les Marcomans envahirent de nouveau le territoire romain. Les Iazyges menèrent une offensive sur Alburnum dans le but de s’emparer de ses mines d’or. Les motivations précises et les axes d’attaque des Iazyges restent inconnus. Marcus Claudius Fronto, qui avait été général lors des guerres parthes, puis gouverneur de la Dacie et de la Mésie supérieure, parvint à les contenir un temps, avant d’être tué au combat en 170. Les Quades se rendirent en 172, premiers à le faire ; les termes connus de la paix prévoient que Marc Aurèle plaça un roi client nommé Furtius sur leur trône et leur interdit l’accès aux marchés romains le long du limes. Les Marcomans acceptèrent un accord similaire, bien que le nom de leur roi client reste inconnu.
En 173, les Quades se rebellèrent, renversèrent Furtius et le remplacèrent par Ariogaesus, qui chercha à entamer des négociations avec Marc Aurèle. Ce dernier refusa, estimant que le succès des guerres marcomaniques n’était pas compromis. À ce moment-là, les Iazyges n’avaient pas encore été vaincus par Rome. Ne manifestant pas d’agressivité immédiate, Marc Aurèle ne semblait pas s’en inquiéter, mais lorsque les Iazyges franchirent le Danube gelé à la fin de 173 ou au début de 174, il redirigea ses efforts vers eux. À cette époque, les restrictions commerciales imposées aux Marcomans furent partiellement levées : ils purent accéder aux marchés romains à des horaires et jours déterminés. Pour contraindre Marc à négocier, Ariogaesus apporta son soutien aux Iazyges. L’empereur offrit alors une récompense de 1 000 aurei pour sa capture vivant et sa remise à Rome, ou 500 aurei pour sa tête. Finalement, Ariogaesus fut capturé, mais Marc Aurèle choisit de l’exiler plutôt que de l’exécuter.
Durant l’hiver 173, les Iazyges lancèrent un raid à travers le Danube gelé, mais les Romains, bien préparés, les poursuivirent au-delà du fleuve. Sachant que les légionnaires n’étaient pas entraînés à combattre sur la glace, tandis que leurs chevaux y étaient habitués, les Iazyges tendirent une embuscade pour tenter de disperser les troupes romaines au moment de la traversée. Toutefois, les Romains formèrent un carré défensif compact et enfoncèrent leurs boucliers dans la glace pour ne pas glisser. Incapables de briser les lignes ennemies, les Iazyges furent attaqués par les Romains, qui les arrachèrent de leurs chevaux en saisissant leurs lances, vêtements et boucliers. Le combat dégénéra rapidement en corps-à-corps généralisé, avec les deux camps glissant sur la glace, mais les Romains en sortirent victorieux. À la suite de cette bataille, les Iazyges—et sans doute les Sarmates dans leur ensemble—furent déclarés ennemis principaux de Rome.
Les Iazyges se rendirent aux Romains en mars ou début avril 175,,. Leur prince, Banadaspus, avait tenté de négocier la paix début 174, mais sa proposition fut rejetée et il fut déposé par son propre peuple, qui le remplaça par Zanticus. Les termes du traité furent sévères : les Iazyges durent fournir 8 000 hommes comme troupes auxiliaires et libérer 100 000 Romains qu’ils avaient capturés, et il leur fut interdit de vivre dans un rayon de dix milles romains (environ quinze kilomètres) du Danube. Marc Aurèle souhaitait initialement des mesures plus radicales : selon Cassius Dion, il aurait envisagé d’exterminer entièrement les Iazyges, mais il en fut empêché par la rébellion d’Avidius Cassius. À cette occasion, Marc Aurèle rompit avec la tradition impériale de soumettre les traités de paix au Sénat romain ; c’est la seule fois où une telle entorse à la règle est attestée de sa part.
Sur les 8 000 auxiliaires exigés, 5 500 furent envoyés en Bretagne pour servir avec la Legio VI Victrix. Cela suggère que la situation y était critique, probablement à cause de révoltes autochtones, encouragées par l’occupation romaine en Germanie et en Dacie. Les preuves disponibles indiquent que la cavalerie iazyge fut un atout militaire remarquable. Ces 5 500 hommes ne furent pas autorisés à rentrer chez eux, même après avoir terminé leur service de 20 ans. Après sa victoire, Marc Aurèle adopta le titre de Sarmaticus, conformément à la tradition romaine des titres de victoire.

### Après les guerres marcomanes
En 177, les Iazyges, les Bures et d'autres tribus germaniques envahirent de nouveau le territoire romain. On raconte qu’en 178, Marc Aurèle saisit la lance sanglante dans le Temple de Bellone à Rome et la lança en direction du territoire des Iazyges, en geste de déclaration de guerre. En 179, les Iazyges et les Bures furent vaincus, et les Iazyges acceptèrent la paix avec Rome. Le traité de paix imposa de nouvelles restrictions aux Iazyges, mais leur accorda aussi certaines concessions. Il leur fut interdit de s’installer sur les îles du Danube ou d’y maintenir des embarcations. En revanche, ils furent autorisés à visiter et commercer avec les Roxolans dans l’ensemble de la province de Dacie, avec l’accord et sous la supervision de son gouverneur. Ils purent également commercer sur les marchés romains à des dates et heures fixées,. La même année, les Iazyges et les Bures s’allièrent à Rome dans sa guerre contre les Quades et les Marcomans, après avoir obtenu la garantie que Rome mènerait cette guerre à son terme et n’accepterait pas une paix prématurée.
Dans le cadre d’un traité conclu en 183, Commode interdit aux Quades et aux Marcomans de mener la guerre contre les Iazyges, les Bures ou les Vandales, ce qui suggère que ces trois peuples étaient alors des tribus clientes loyales de Rome,. En 214, toutefois, Caracalla lança une invasion contre le territoire des Iazyges. En 236, les Iazyges envahirent de leur côté le territoire romain mais furent vaincus par l’empereur Maximin Ier le Thrace, qui prit le titre de Sarmaticus Maximus après sa victoire.
Les Iazyges, les Marcomans et les Quades menèrent des raids conjoints en Pannonie en 248,, puis à nouveau en 254. On suppose que cette intensification des incursions iazyges fut encouragée par les succès des Goths, qui incitèrent les Iazyges et d'autres peuples à suivre leur exemple. En 260, les Goths prirent les villes de Tyras et Olbia, coupant une nouvelle fois les Iazyges de leurs réseaux commerciaux avec la steppe pontique et la mer Noire.
De 282 à 283, l’empereur Carus mena une campagne victorieuse contre les Iazyges,. En 293, les Iazyges et les Carpes envahirent à leur tour le territoire romain, ce qui provoqua une déclaration de guerre par Dioclétien. De 294 à 295, Dioclétien combattit les Iazyges et les vainquit,. À l’issue de cette guerre, une partie des Carpes fut déplacée vers le territoire romain afin de mieux les contrôler. De 296 à 298, Galère mena également une campagne victorieuse contre les Iazyges,.
En 358, les Iazyges étaient de nouveau en guerre contre Rome. En 375, l’empereur Valentinien Ier subit une attaque cérébrale à Brigetio lors d'une rencontre avec des émissaires des Iazyges. Vers cette époque, au moment de la migration des Goths qui encercla les Iazyges par le nord et l’est, et tout particulièrement sous le règne de Constantin Ier, un ensemble de fortifications terrestres appelé les « Barrières du Diable » (Ördögárok) fut érigé autour de leur territoire,, probablement avec un certain soutien romain. Selon Higham, les Iazyges devinrent alors plus étroitement liés à Rome et subirent une forte influence culturelle.

### Histoire tardive et héritage
Dans l’Antiquité tardive, les sources historiques deviennent bien plus diffuses et les Iazyges cessent généralement d’être mentionnés en tant que tribu distincte,. À partir du IVe siècle, la plupart des auteurs romains ne font plus de distinction entre les différentes tribus sarmates, les désignant toutes sous le nom générique de « Sarmates ».
À la fin du IVe siècle, deux peuples sarmates sont mentionnés : les Argaragantes et les Limigantes, qui vivaient sur des rives opposées du fleuve Tisza. Une première théorie affirme que ces deux groupes se seraient formés après la conquête des Iazyges par les Roxolans : les Iazyges seraient devenus les Limigantes, tandis que les Roxolans auraient pris le nom d’Argaragantes,. Une autre hypothèse suggère qu’un groupe de Slaves, progressivement immigré dans la région, aurait été soumis aux Iazyges : les Iazyges auraient alors été identifiés aux Argaragantes et les Slaves aux Limigantes. Une troisième théorie suppose que les Roxolans auraient été intégrés aux Iazyges.
Quoi qu’il en soit, au Ve siècle, ces deux peuples furent conquis par les Goths,,, puis, à l’époque d’Attila, absorbés par les Huns.

## Relations extérieures

### L’Empire romain
Les Iazyges harcelèrent fréquemment l’Empire romain après leur arrivée dans la plaine pannonienne, sans jamais devenir une véritable menace. Durant le Ier siècle, Rome utilisa la diplomatie pour sécuriser ses frontières septentrionales, notamment le long du Danube, en cherchant à se concilier les tribus et à semer la discorde entre elles. La défense de la frontière danubienne ne passa pas uniquement par la résistance aux incursions, mais aussi par l’exercice d’une influence diplomatique sur les tribus, et par des expéditions punitives., Cette combinaison d’influence diplomatique et de campagnes militaires rapides permit aux Romains de contraindre plusieurs peuples, dont les Iazyges, à devenir des États clients de l’Empire romain. Même après l’abandon de la Dacie, les Romains continuèrent à projeter leur puissance au nord du Danube contre les tribus sarmates, en particulier sous les règnes de Constantin, Constance II et Valentinien. C’est dans cette optique que Constantin fit construire un pont permanent sur le moyen Danube afin d’améliorer la logistique de ses campagnes contre les Goths et les Sarmates.,
Une autre dimension importante des relations entre l’Empire romain et les tribus sarmates fut l’accueil de ces dernières sur le territoire romain. Les empereurs accueillirent souvent des réfugiés issus des tribus sarmates dans les territoires voisins. À l’arrivée des Huns dans les steppes russes, ceux-ci conquirent les tribus qui s’y trouvaient, mais ne parvinrent pas à les maintenir sous leur domination. Des peuples comme les Greuthunges, les Vandales, les Alains ou les Goths migrèrent alors pour s’établir dans l’Empire romain, plutôt que de rester sujets des Huns. L’Empire romain tira profit de cette politique d’accueil et continua à recevoir ces réfugiés même après la conclusion de traités avec les chefs huns tels que Ruga ou Attila, qui interdisaient en principe à Rome d’accueillir des tribus fuyant les Huns. En réalité, les tribus rivales ou vassales des Huns furent souvent bien reçues dans les provinces balkaniques par les autorités romaines.

#### Archéologie
Sous Trajan, les Romains établirent des routes reliant la Dacie à la Pannonie. On retrouve des objets romains sur le territoire des Iazyges à partir de 100 apr. J.-C., notamment autour des principaux gués fluviaux. Quelques inscriptions et édifices romains attestent également de cette époque. Selon l’historien Nicholas Higham, cela suggère un degré élevé de romanisation ou la présence de postes diplomatiques ou militaires dans le territoire iasygien. Les biens romains y étaient largement diffusés au IIe et au début du IIIe siècle, en particulier aux abords d’Aquincum, capitale de la Pannonie inférieure, et dans la vallée de la Tisza.

### Les Roxolans
Les Iazyges entretenaient également des relations solides avec les Roxolans, une autre tribu sarmate, sur les plans économique et diplomatique.,,, Lors de la seconde guerre dacique, bien que les Iazyges aient soutenu les Romains et les Roxolans les Daces, les deux peuples sarmates restèrent neutres entre eux. Après l’annexion de la Dacie par Rome, les deux tribus se retrouvèrent isolées l’une de l’autre jusqu’au traité de paix de 179, par lequel l’empereur Marc Aurèle autorisa les Iazyges à traverser la Dacie pour commercer avec les Roxolans, sous réserve de l’accord du gouverneur.,, Cette concession leur permit de reprendre, pour la première fois depuis plusieurs siècles, un commerce indirect avec les steppes pontiques et la mer Noire. On suppose que les Iazyges traversaient la Petite Valachie pour atteindre la plaine valaque, mais les preuves archéologiques sont rares. Des coquillages de Cypraea apparaissent toutefois dans cette région au dernier quart du IIe siècle.

### Les Quades
Selon Nicholas Higham, il aurait existé une certaine forme de « collaboration de long terme » entre les Iazyges et les Quades. Il souligne qu’ils étaient alliés à la fin du IIe siècle apr. J.-C., et que les Iazyges cédèrent une partie occidentale de leur territoire aux Quades peu après leur arrivée dans la plaine pannonienne, apparemment sans conflit.